# Phellorinia herculeana
Phellorinia herculeana es una especie de hongo de la familia Phelloriniaceae. El género Phellorinia cuenta con 21 registros de hongos, entre especies y variedades, es considerado un género monoespecífico debido a los estudios moleculares que se han hecho a las distintas especies.

## Clasificación y descripción de la especie
Basidiocarpo claviforme, de 5-8 de longitud X 5-7 de diámetro, exoperidio escamoso, en forma de fleco en la fase juvenil y liso en la madurez, blanco-rojizo, endoperidio liso, coriáceo, blanquecino a ferruginoso de 1 mm de grosor. Gleba blanca cuando joven y naranja a ferruginoso al madurar de 3 a 5 cm de diámetro. Pseudoestipite de 2.6 X 1 cm de longitud, con escamas imbricadas, delgadas a gruesas e irregulares. Esporas esféricas, de pared gruesa, hialinas, ornamentadas, de 5-6 X 5-6 µm, con apéndice hilar.

## Distribución de la especie
En México ha sido citada en los estados de San Luis Potosí, Sinaloa, Sonora y Oaxaca. A nivel mundial se distribuye en África, Asia, América del Norte y Australia.

## Ambiente terrestre
Esta especie se desarrolla en áreas desérticas a tropicales, es arenícola. Existen muy pocos registros de esta especie, probablemente debido a las condiciones en las que crece. Aunque generalmente es solitaria, puede presentarse algún otro ejemplar coespecífico en su vecindad.

## Estado de conservación
Se conoce muy poco de la biología y hábitos de los hongos, por eso la mayoría de ellos no se han evaluado para conocer su estatus de riesgo (Norma Oficial Mexicana 059).